# Ponte de Manhattan
A Ponte de Manhattan (em inglês: Manhattan Bridge) é uma ponte que liga os distritos de Manhattan e Brooklyn, passando sobre o Rio East, na cidade de Nova York, Estados Unidos da América.

## História
A ponte foi o último dos três vãos suspensos construídos através do baixo Rio East, seguindo as pontes de Brooklyn e Williamsburg. Nos primeiros planos, foi chamada "Ponte nº 3", mas recebeu o nome de Ponte de Manhattan em 1902. Quando o nome foi confirmado em 1904, o New York Times criticou-a como "sem sentido", fez pressão para que fosse depois da Baía de Wallabout, em Brooklyn, e disse que o vão "teria significado geográfico e histórico se fosse conhecida como Ponte Wallabout". Em 1905, o Times renovou a sua campanha, afirmando: "Todas as pontes através do East River são pontes de Manhattan. Quando havia apenas uma, bastava chamar-lhe Ponte de Brooklyn, ou Ponte do East River".

### Plano e construção

#### Plano e início da construção
Os primeiros planos para o que se tornou a Ponte de Manhattan foram concebidos por R. S. Buck: 548 Estes planos exigiam uma ponte suspensa com cabos de arame de aço de carbono e uma treliça de reforço suspensa, suportada por um par de torres com oito patas escoradas. Este projeto teria consistido num vão principal de 1.470 pés (450 m) e aproximações de 221 m cada. A construção das fundações das torres suspensas tinha começado pelo menos em 1901. Um plano para a ponte suspensa foi anunciado em 1903. Em 1903, os percursos elevados e de tróleis utilizariam a ponte de Manhattan, e haveria grandes varandas e espaços enormes dentro das ancoragens das torres. Em Maio de 1903, três trabalhadores tinham morrido enquanto trabalhavam no caixão da torre do lado de Brooklyn. Uma subvenção de 10 milhões de dólares para a construção da ponte foi concedida em Maio de 1904, com a expectativa de que os trabalhos na ponte começassem mais tarde nesse ano.
A Comissão Municipal de Arte levantou objecções a um dos planos da ponte em Junho de 1904, o que atrasou o início da construção do vão. Um outro conjunto de planos foi revelado nesse mês por Gustav Lindenthal, Comissário da Ponte da Cidade de Nova York, em conjunto com Henry Hornbostel. A proposta também exigia que cada uma das torres suspensas fosse feita de quatro colunas, a serem travadas transversalmente e dobradas longitudinalmente até ao fundo dos pilares. As mesmas dimensões de vão do plano de Buck foram utilizadas porque os trabalhos nas fundações do cais de alvenaria já tinham começado. Além disso, as torres teriam contido detalhes franceses modernos, enquanto as ancoragens teriam sido utilizadas para funções como salas de reuniões.
O plano de Lindenthal também foi rejeitado, por causa de uma disputa que girava em torno da questão de saber se o seu plano com o uso de barras oculares era melhor do que a prática mais estabelecida de usar cabos de arame. Lindenthal foi finalmente rejeitado e um novo projeto foi encomendado a Leon Moisseiff. Lindenthal foi também substituído por George Best como comissário da ponte. Hornbostel foi substituído por Carrère e Hastings como consultores de arquitetura. Devido a esta disputa, os planos para a Ponte de Manhattan são por vezes erradamente atribuídos a Lindenthal. Outros atrasos surgiram por causa da proposta de colocação do terminal da ponte em ambos os lados.

#### Construção posterior

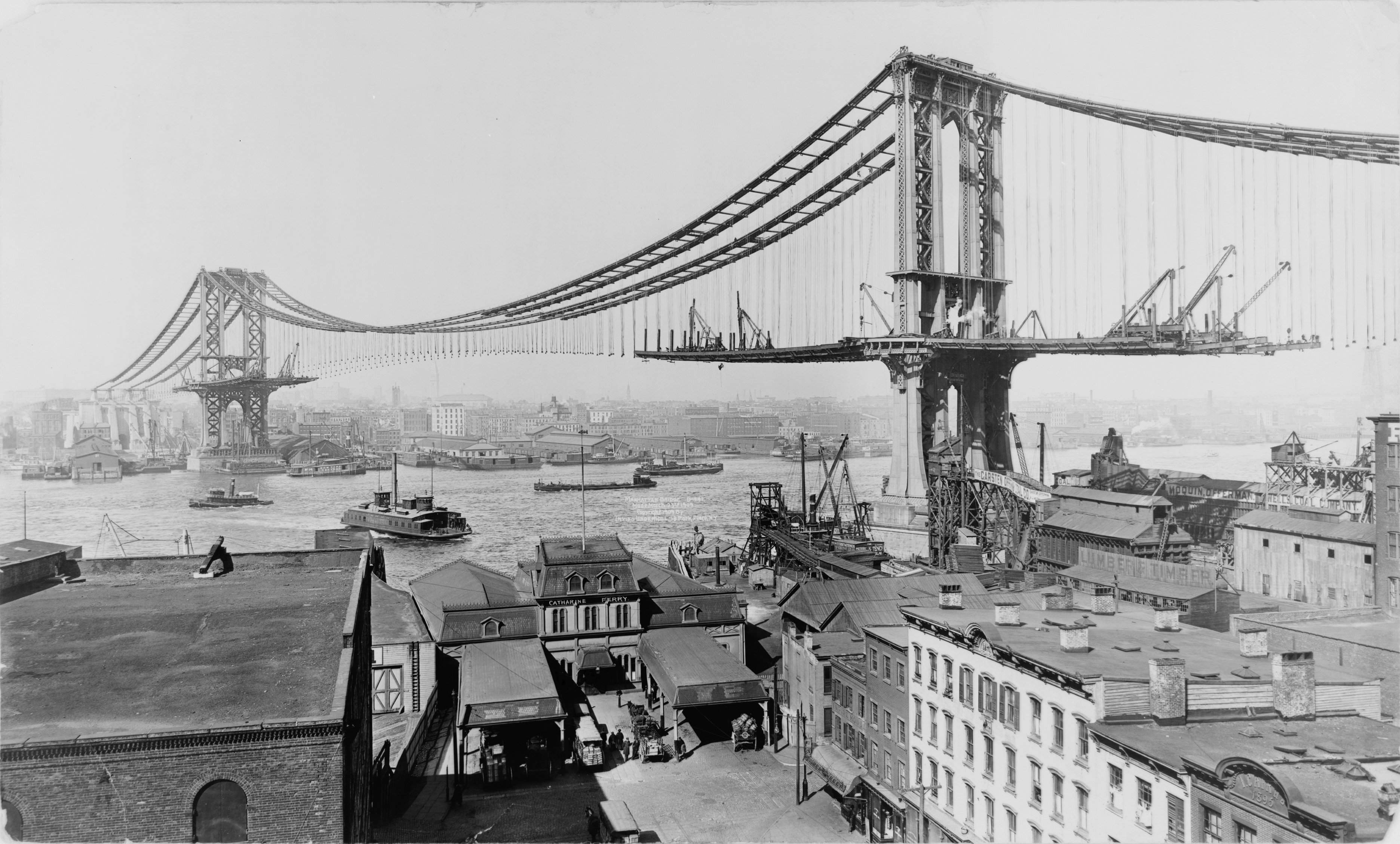
Construção da ponte em 1909

O primeiro arame temporário entre as duas torres da Ponte de Manhattan foi enfiado em Junho de 1908. Mais tarde seria substituído por dois conjuntos de cabos principais permanentes, mais grossos, cada um com 55 cm de espessura, aos pares em ambos os lados do tabuleiro da ponte. Nessa altura, o custo de construção tinha aumentado para US$ 22 milhões. Durante a amarração das ancoragens, um dos cabos do lado de Brooklyn partiu-se, ferindo duas pessoas. O último dos cabos de suspensão que suportava os cabos principais foi amarrado em Dezembro desse ano. Os cabos tinham sido esticados em quatro meses. A construção do vão da ponte exigiu 30.000 toneladas de aço. A montagem da superestrutura e a fabricação de aço foram contratadas à The Phoenix Bridge Company. A primeira viga para a nova ponte foi instalada em Fevereiro de 1909. Em Abril, a maior parte do vão tinha sido colocada no lugar entre os cabos principais.
A New York City Rapid Transit Commission recomendou a construção de uma linha de metro através da Ponte de Manhattan em 1905. A New York City Public Service Commission pediu permissão para iniciar a construção das linhas do metro em Março de 1908. Este plano foi aprovado em Maio.

#### Abertura e primeiros anos
Um grupo de 100 "principais cidadãos de Brooklyn" caminharam sobre a ponte em 5 de Dezembro de 1909, marcando a conclusão não oficial da ponte. A ponte foi oficialmente aberta pelo Presidente da Câmara cessante George B. McClellan Jr. em 31 de Dezembro de 1909. Pouco depois da abertura, um incêndio no lado de Brooklyn da ponte de Manhattan danificou a estrutura.
Em 1910, o ano após a abertura da ponte, Carrère e Hastings elaboraram planos preliminares para uma elaborada entrada em grande estilo do reavivamento grego na ponte do lado de Manhattan como parte do movimento "City Beautiful", bem como uma abordagem mais pequena no lado de Brooklyn. Estas abordagens esconderiam a ponte. A construção começou nesse ano, e os planos foram finalizados em 1912. Uma parcela de 120 por 230 m, delimitada pelas ruas Bowery e Canal, Forsyth, e Bayard, foi limpa para a construção do arco e colunata. O arco e colunata foram concluídos em 1915, enquanto um par de pilões do lado de Brooklyn foram instalados em Novembro de 1916.
Em 1922 foi instalada uma estrada no convés superior da ponte. A ponte foi objecto da pintura do artista americano Edward Hopper em 1928, Manhattan Bridge Loop.
Em 1951, durante a Guerra Fria, foram instalados holofotes e vedações de arame farpado nas bases das ancoragens da ponte. As instalações foram fortificadas para proteger contra "possíveis tentativas de sabotagem em condições de guerra". As próprias ancoragens foram seladas. Os pilares do lado de Brooklyn foram removidos em 1963 para acomodar uma estrada alargada, e foram transferidos para o Brooklyn Museum.

#### Reconstrução
Os comboios do metro que atravessam a Ponte de Manhattan tiveram um grande impacto no seu estado, e a ponte começou a inclinar-se para um lado com base no número de comboios que utilizavam esse lado. Em 1956, a ponte foi renovada a fim de corrigir esta inclinação. No entanto, em 1978, a Ponte de Manhattan tinha-se deteriorado a tal ponto que o Congresso dos Estados Unidos votou a atribuição de dinheiro para reparar a ponte, bem como vários outros em Nova York. Pequenos trabalhos de reparação começaram em 1982. Uma subvenção discricionária de US$ 50 milhões foi atribuída para a reparação destas pontes em 1985. A primeira fase de reparações começou nesse ano. O estado da ponte foi imputado ao desequilíbrio no número de comboios que atravessavam a ponte, bem como à manutenção diferida durante a crise fiscal da cidade de Nova York nos anos 70.
Em Abril de 1986, os trabalhadores fecharam temporariamente a pista de Manhattan no nível superior, a fim de reparar o convés. Em Dezembro de 1987, os inspetores também fecharam uma pista do nível inferior devido a uma fenda no convés. O New York City Department of Transportation publicou uma lista de 17 pontes estruturalmente deficientes na cidade. Entre elas estava a Ponte de Manhattan, que necessitava de $166 milhões em reparações para fixar "âncoras de cabos e torção de membros de aço à passagem do metro". As reparações no lado norte da Ponte de Manhattan estavam concluídas no final de 1988, e os carris do metro no lado norte foram reabertos. Simultaneamente com a reabertura do lado norte, os carris do lado sul foram fechados. Em 1991, os camiões foram proibidos de circular no nível inferior por serem demasiado pesados para a ponte em decadência.
Grandes obras de reparação no lado sul começaram em 1992. A Yonkers Construction Company recebeu um contrato de 97,8 milhões de dólares para o projeto de reparação em Agosto de 1992. A Controladora Municipal Elizabeth Holtzman negou inicialmente o contrato à empresa devido a preocupações sobre corrupção, mas foi anulada pelo Presidente da Câmara David Dinkins, que queria concluir rapidamente as reparações.  Ao mesmo tempo, o NYCDOT aumentou a frequência das inspeções de manutenção da ponte, após os inspetores terem encontrado furos em vigas que tinham sido consideradas estruturalmente sólidas durante as inspeções anteriores. A estrada de Brooklyn no nível superior foi fechada de 1993 a 1996 para que o lado da ponte pudesse ser reparado. As reparações da ponte foram repetidamente adiadas à medida que o processo de renovação descobria problemas estruturais mais graves subjacentes à ponte. Os planos originais tinham sido completar as renovações até 1995 por 150 milhões de dólares, mas em 1996, a renovação estava prevista para estar concluída em 2003 a um custo de US$452 milhões. Em 2001, estimou-se que o custo total das renovações tinha atingido meio bilião de dólares, incluindo US$ 260 milhões para o lado sul e outros US$ 175 milhões para o lado norte. Na altura, o NYCDOT tinha fixado um prazo de Janeiro de 2004 para a renovação.
O arco e a colunata também se tinham deteriorado, tendo ficado cobertos de graffitis e sujidade. A praça fechada dentro da colunata tinha sido utilizada como parque de estacionamento pelo Departamento de Polícia de Nova York, enquanto a única parte restante do grande parque em redor do arco e da colunata, nas ruas Canal e Forsyth, tinha acumulado árvores. O arco e a própria colunata tinham juntas abertas na cantaria, bem como ervas daninhas, arbustos e pequenas árvores que cresciam no seu topo. O arco e a colunata foram restaurados a partir do final dos anos 90, tendo a restauração sido concluída em Abril de 2001 por 11 milhões de dólares. O projeto implicou a limpeza das estruturas e a instalação de 258 holofotes.

#### Século XXI
A passagem pedonal original no lado sul da ponte foi reaberta após quarenta anos, em junho de 2001. Foi partilhada com as bicicletas até ao final do verão de 2004, quando foi aberta uma ciclovia dedicada a bicicletas no lado norte da ponte. A ciclovia da ponte norte é notável pela má sinalização que conduz a conflitos entre ciclistas e pedestres. Quando os trabalhos na ponte foram concluídos em 2004, o custo final da renovação totalizou US$ 800 milhões. A pista de nível inferior foi então renovada entre 2004 e 2008.
Para celebrar o centenário da ponte, uma série de eventos e exposições foram organizados pela New York City Bridge Centennial Commission em Outubro de 2009. Estes incluíram um desfile cerimonial através da Ponte de Manhattan na manhã de 4 de Outubro e uma exibição de fogo-de-artifício à noite. Em 2009, a ponte foi designada como Marco Histórico Nacional de Engenharia Civil pela Sociedade Americana de Engenheiros Civis.
Foi anunciado em 2010 um projeto de 834 milhões de dólares para substituir o cabo de suspensão da Ponte de Manhattan. Em finais de 2018, após ter sido encontrado entulho no Brooklyn Bridge Park sob a abordagem de Brooklyn, Skanska recebeu um contrato para a reparação de peças da Ponte de Manhattan a um custo de 75,9 milhões de dólares. A renovação estava agendada para terminar no início de 2021. O trabalho implicou a substituição de algumas vedações, a instalação de algumas vigas de aço novas nos vãos, e a renovação de elementos ornamentais nas torres. Por exemplo, as extremidades esféricas sobre as torres de suspensão foram substituídas por cópias em ferro fundido.

## Descrição
Tal como a sua antecessora, a Ponte de Manhattan tem pilões e vigas de aço, mas parece muito mais leve, o que só em parte se deve ao desenho arquitetônico do seu exterior. As suas torres, constituídas apenas por dois pilares verticais, estão cada uma unida por um arco pontiagudo neogótico e uma travessa para formar um portal. Em vista lateral, as torres não são mais largas do que os cais verticais, o que levou à sua designação como torres bidimensionais. Nas vigas transversais estão recintos bastante discretos para os cabos de suspensão, nos quais formas redondas reminiscentes de pinhas foram dispostas por razões puramente arquitetônicas, que de outra forma não têm qualquer função. Quatro cabos de suspensão passam por cima das torres, às quais a viga da via é fixada com cabides verticais. As ancoragens traseiras dos cabos de suspensão estão localizadas em grandes estruturas no início das rampas que se estendem muito para as áreas urbanas, que tiveram de ser mantidas planas por causa dos carris ferroviários.
A ponte tem dois níveis: o nível superior contém duas faixas para veículos motorizados em cada um dos lados exteriores. O nível inferior contém três pistas para automóveis no meio e duas pistas subterrâneas cada uma para as linhas B, D, N e Q ao longo das margens, e uma pista para peões e uma pista para ciclistas no exterior. As três vias no nível inferior podem ser abertas para diferentes direções, conforme necessário.
A Ponte de Manhattan e a Ponte Williamsburg são as duas únicas pontes sobre o East River na cidade de Nova York que ainda transportam tanto o tráfego ferroviário como rodoviário.
A ponte é utilizada diariamente por 320.000 passageiros no subsolo, 75.000 veículos motorizados e 3.000 ciclistas e peões.
O início da rampa em Manhattan no cruzamento da Bowery / Canal Street foi marcado desde 1916 por um arco fechado por colunatas, desenhado pelos arquitetos Carrère e Hastings. O arco de 22 metros de altura é modelado na Porte Saint-Denis em Paris, enquanto a colunata elíptica foi inspirada na Praça de São Pedro no Vaticano. Do lado de Brooklyn, havia duas alegorias representando os dois bairros, mas tiveram de dar lugar ao tráfego e foram desde então colocadas no Brooklyn Museum.
A vizinhança junto às rampa do lado de Brooklyn adquiriu o nome Dumbo - Down Under the Manhattan Bridge Overpass.

## Detalhes técnicos

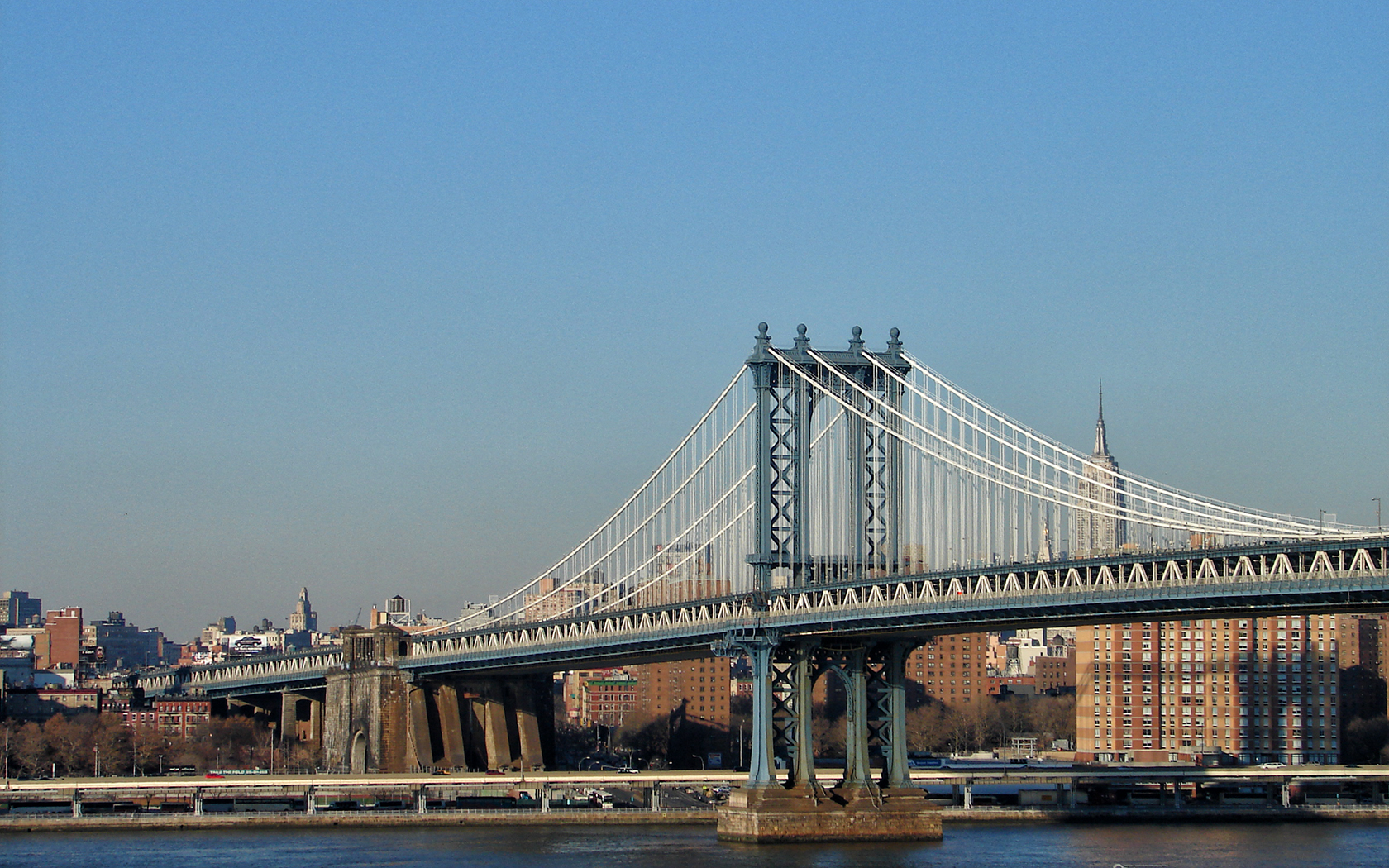
Vista da ponte com Empire State Building.

A ponte tem um comprimento total de 1856 m, incluindo as rampas de aproximação, de acordo com outras figuras 2089 m. O comprimento de tieback a tieback é de 890 m. Os seus pilões têm 98 m de altura. O vão é de 448 m. Os quatro cabos de suspensão, com um diâmetro de cerca de 53 cm, são cabos de fios paralelos feitos pelo método de fiação pneumática. No momento da abertura, eram os cabos de suspensão mais fortes do mundo. Um total de 628 cabides estão ligados a eles, que suportam o tabuleiro da ponte de 36,6 m de largura. Para cada cabide, duas cordas de arame foram encaminhadas lado a lado sobre os colarinhos de fixação dos cabos de suspensão, de modo a que quatro cordas formassem cada uma um cabide.
Para a ponte, Leon S. Moisseiff aplicou pela primeira vez a teoria da deflexão que remonta a Joseph Melan, que assumiu que estruturas flutuantes com um grande peso morto têm um efeito auto-estabilizador. De acordo com isto, foi possível planear uma construção muito mais leve para a ponte, o que explica as torres bidimensionais que deveriam ser flexíveis no sentido longitudinal.
Este método de construção, que estava ainda no seu começo, e a disposição dos comboios nos lados exteriores levou a uma considerável torção da viga da ponte, o que mais tarde exigiu medidas de renovação extensivas.

## Pistas do metrô

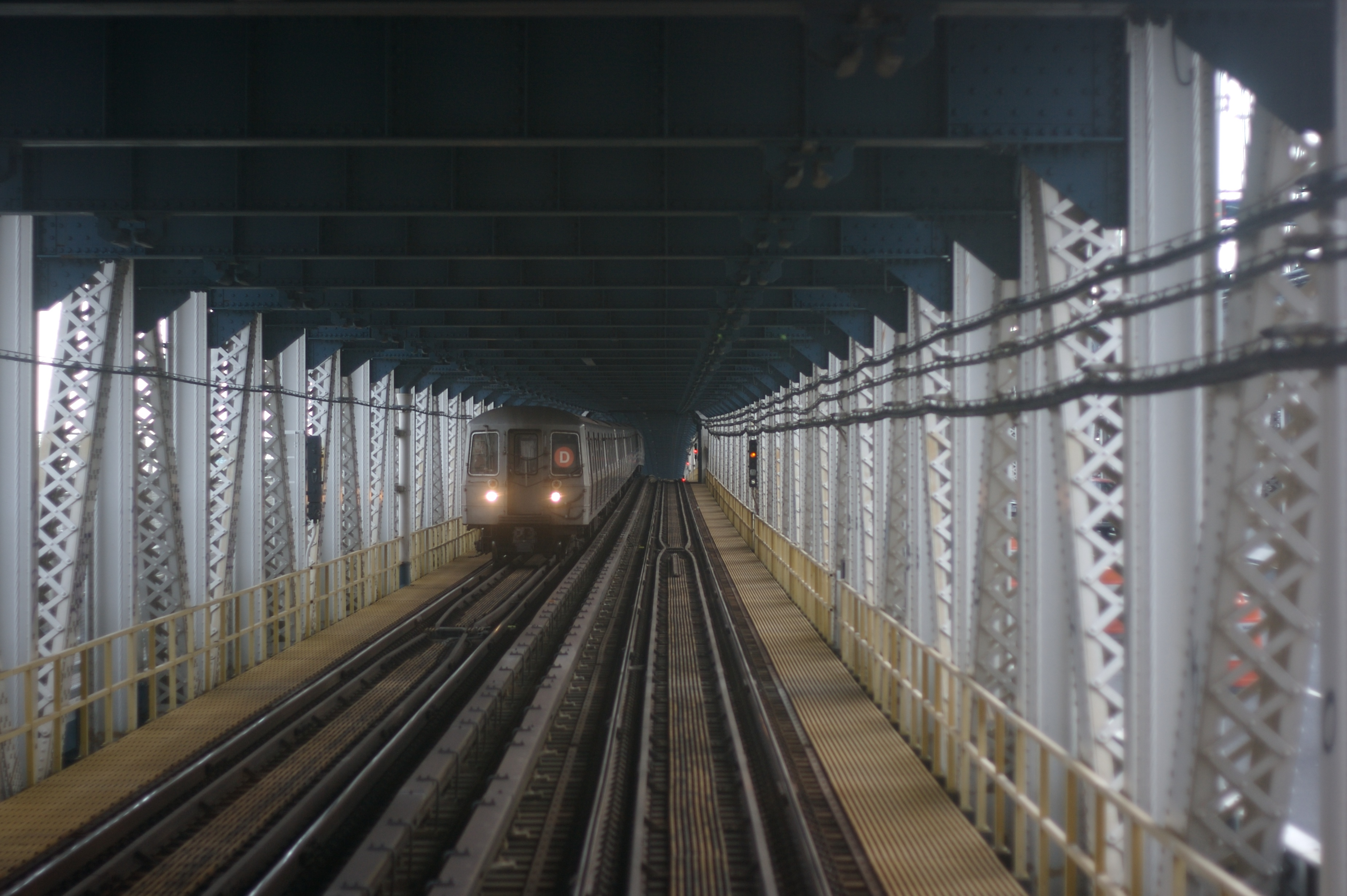
Caminho de trilhos da ponte

Quando a ponte abriu, não existiam ligações a outras linhas subterrâneas. A ponte Manhattan Three Cent Line (uma companhia de eléctricos) começou a trabalhar nos carris subterrâneos em 1912 até à rede BRT (Brooklyn Rapid Transit em que mais tarde se tornaria BMT, Brooklyn-Manhattan Transit Corporation) ligada à ponte em 1915. Desde 1915 até ao final de 1929, os bondes correram no nível inferior da ponte.
Posteriormente, as quatro linhas subterrâneas ficaram sob o controlo do BRT, que já possuía duas outras linhas, uma na ponte de Brooklyn e a outra na ponte de Williamsburg. Além disso, o BRT possuía também três linhas de túnel de via dupla que corriam sob o Rio East (Montague Street Tunnel, 14th Street Tunnel e 60th Street Tunnel). A extremidade da Ponte do Brooklyn foi sempre ligada à Linha da Quarta Avenida em quatro faixas. No entanto, do lado de Manhattan, as coisas mudaram. Quando a ponte foi construída, os carris do norte ainda ligavam a Linha da Ponte de Manhattan à Linha da Broadway-BMT. Hoje em dia, isto é feito pelos trilhos do sul, que depois viraram para sul para se juntarem à Linha da Rua Nassau. Esta linha já não está a ser utilizada hoje em dia. Desde que a ligação de Chrystie Street Connection foi aberta a 26 de Novembro de 1967, os trilhos que ligam o Norte à ponte de Manhattan.
Comboios subterrâneos que circulam no exterior à direita e à esquerda da ponte provocaram a oscilação da ponte. Devido à falta de manutenção por parte do Departamento de Transportes de Nova Iorque, a pista teve de ser fechada muitas vezes no passado. Como os carris do norte eram mais utilizados, tiveram de ser fechados pela primeira vez de 1986 a 1988. Os caminhos do sul foram encerrados em 1988 e 1990, quando se pensou que seriam encerrados por um curto período, mas isto durou até 22 de Julho de 2001. Os carris do norte foram encerrados em 1995 durante períodos menos movimentados, mas não foi permitida a circulação de comboios em 2001. Foi apenas no dia 22 de Fevereiro de 2004 que ambas as partes foram reabertas.

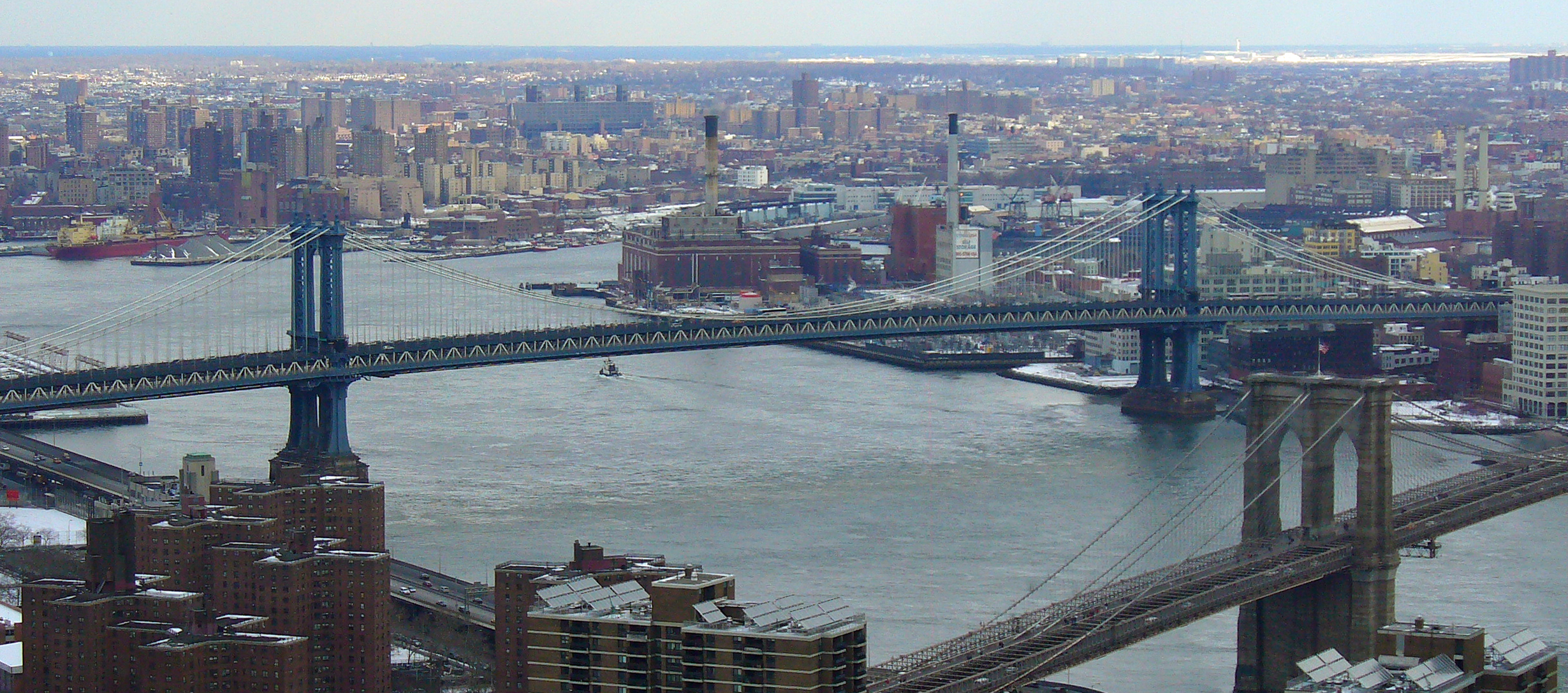
O vão completo, com a Ponte do Brooklyn em primeiro plano